# 大谷瓦窯跡

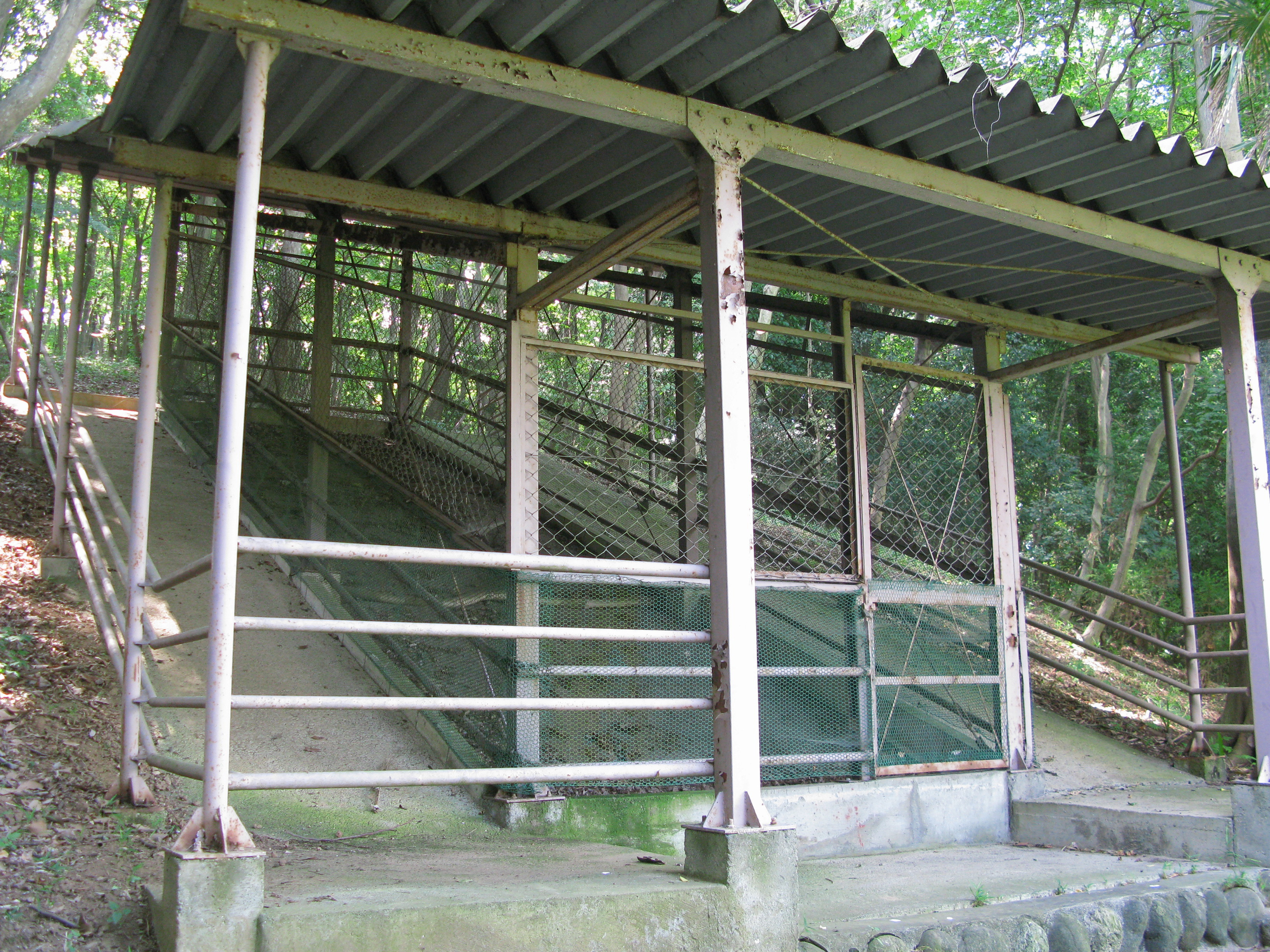
大谷瓦窯跡

大谷瓦窯跡（おおやがようせき・おおやかわらがまあと）は、埼玉県東松山市大谷にある窯跡。国の史跡に指定されている（1958年10月8日指定）。

## 概要
比企丘陵の東南斜面に築かれた瓦専門の窯跡である。50メートルほどの間隔をおいて1号窯と2号窯があったが、2号窯は保存状態が悪く、1号窯のみが1958年に史跡に指定された。
半地下式有段窖窯（あながま）で、全長は7.6メートル、幅最大1.1メートル、傾斜角は30度である。焼成室は13の段を造っている。焚口は両側に瓦を立てて補強し、壁面は粘土や粘板岩片にスサを混ぜたもので堅牢に固めている。
出土する軒丸瓦は素縁十葉単弁蓮華文で、中房には7つの蓮子をあらわす。瓦の年代から7世紀後半の窯とみられるが、この窯で生産した瓦がどこの寺院に供給されたかは未詳である。